# 財津俊一郎
財津 俊一郎（ざいつ しゅんいちろう、1987年1月23日 - ）は、福岡県飯塚市出身のサッカー選手。

## 来歴
2005年に東海大学付属第五高等学校から、清水エスパルスに入団。同期入団の岡崎慎司や兵働昭弘、青山直晃、枝村匠馬などより先に途中出場ながらクラブ史上初となる高卒新人開幕戦出場を果たした。しかし、その後は出場機会に恵まれず、2007年に湘南ベルマーレへレンタル移籍。ここでもポジションはつかめず、シーズン終了後に湘南、清水双方から戦力外通告を受ける。

2008年より岩手県社会人リーグ3部のFCガンジュ岩手で2年間プレー。2010年にはアンソメット岩手・八幡平に移籍したが、同年限りで退団した。

## 所属クラブ
- 東海大学付属第五高等学校
- 2005年 - 2006年 清水エスパルス
- 2007年 湘南ベルマーレ （期限付き移籍）
- 2008年 - 2009年 FCガンジュ岩手
- 2010年 アンソメット岩手・八幡平

## 個人成績
| 国内大会個人成績 | 国内大会個人成績 | 国内大会個人成績 | 国内大会個人成績 | 国内大会個人成績 | 国内大会個人成績 | 国内大会個人成績 | 国内大会個人成績 | 国内大会個人成績 | 国内大会個人成績 | 国内大会個人成績 | 国内大会個人成績 |
| 年度             | クラブ           | 背番号           | リーグ           | リーグ戦         | リーグ戦         | リーグ杯         | リーグ杯         | オープン杯       | オープン杯       | 期間通算         | 期間通算         |
| 年度             | クラブ           | 背番号           | リーグ           | 出場             | 得点             | 出場             | 得点             | 出場             | 得点             | 出場             | 得点             |
| 日本             | 日本             | 日本             | 日本             | リーグ戦         | リーグ戦         | リーグ杯         | リーグ杯         | 天皇杯           | 天皇杯           | 期間通算         | 期間通算         |
| ---------------- | ---------------- | ---------------- | ---------------- | ---------------- | ---------------- | ---------------- | ---------------- | ---------------- | ---------------- | ---------------- | ---------------- |
| 2005             | 清水             | 33               | J1               | 4                | 0                | 0                | 0                | 0                | 0                | 4                | 0                |
| 2006             | 清水             | 27               | J1               | 0                | 0                | 0                | 0                | 1                | 0                | 1                | 0                |
| 2007             | 湘南             | 18               | J2               | 8                | 0                | -                | -                | 0                | 0                | 8                | 0                |
| 2008             | 岩手             | 10               | 岩手県3部        |                  |                  | -                | -                | -                | -                |                  |                  |
| 2009             | 岩手             | 10               | 岩手県2部        |                  |                  | -                | -                | -                | -                |                  |                  |
| 2010             | 岩手・八幡平     | 22               | 岩手県4部        |                  |                  | -                | -                |                  |                  |                  |                  |
| 通算             | 日本             | 日本             | J1               | 4                | 0                | 0                | 0                | 1                | 0                | 5                | 0                |
| 通算             | 日本             | 日本             | J2               | 8                | 0                | -                | -                | 0                | 0                | 8                | 0                |
| 通算             | 日本             | 日本             | 岩手県2部        |                  |                  | -                | -                | -                | -                |                  |                  |
| 通算             | 日本             | 日本             | 岩手県3部        |                  |                  | -                | -                | -                | -                |                  |                  |
| 通算             | 日本             | 日本             | 岩手県4部        |                  |                  | -                | -                |                  |                  |                  |                  |
| 総通算           | 総通算           | 総通算           | 総通算           | 12               | 0                | 0                | 0                | 1                | 0                | 13               | 0                |

## 略歴
- 高校1年生時
  - U-16 日本代表候補
- 高校2年生時
  - 総体ベスト16（福岡県大会 優勝）
  - U-17 日本代表候補
- 高校3年生時
  - 総体出場（福岡県大会 優勝）
  - 国体出場（福岡県選抜・主将）
  - 高円宮杯全日本ユース U-18選手権大会出場
  - 高校選手権福岡県大会 準優勝

## 代表歴
- 2002年 U-16日本代表
- 2003年 U-17日本代表（豊田国際ユースサッカー大会など）
- 2004年 U-18日本代表（仙台カップ国際ユースサッカー大会など）
- 2005年 U-18日本代表（スロバキアカップ　ピエスタニーなど）

## タイトル
- 2009年　第16回全国クラブチームサッカー選手権大会優勝